# Chenay-le-Châtel
Chenay-le-Châtel – miejscowość i gmina we Francji, w regionie Burgundia-Franche-Comté, w departamencie Saona i Loara.
Według danych na rok 1990 gminę zamieszkiwały 404 osoby, a gęstość zaludnienia wynosiła 13 osób/km² (wśród 2044 gmin Burgundii Chenay-le-Châtel plasuje się na 525. miejscu pod względem liczby ludności, natomiast pod względem powierzchni na miejscu 166.).